# ایر کوت
ایر کوت (انگلیسی: Eyre Coote; ۲۰ مهٔ ۱۷۶۲ – ۱۰ دسامبر ۱۸۲۳ (۶۱ ساله)) نظامی و سیاست‌مدار اهل پادشاهی متحد بریتانیای کبیر و ایرلند بود. وی همچنین برندهٔ جوایزی همچون نشان حمام شده‌است.